# 遼東還付条約
奉天半島還付条約（ほうてんはんとうかんぷじょうやく, 中国語: 交還奉天省南邊地方條約, 簡体字: 辽南条约）または遼東還付条約（りょうとうかんぷじょうやく）とは、1895年4月17日の下関条約の結果、一旦は日本への割譲が決定した遼東半島（奉天半島）を、同年4月23日の三国干渉の結果、清に返還することとした日本と清国の間の取り決めである。
1895年11月8日、日本と清の間で北京において締結された。

## 概要
日清戦争では、広島市ついで下関市（当時は赤間関市）で講和会議が開かれ、その結果、鴨緑江と遼河に挟まれた地域の営口・海城・鳳凰城を結んだ線より南側の遼東半島を日本が領有することとなった。
しかし、フランス共和国、ドイツ帝国およびロシア帝国により、日本が遼東半島を恒久的に領有することは東アジアの平和を乱すものとして、遼東還付を勧告する覚書を手渡した三国干渉の結果、日本はこの申し出を受け入れ、その地を清国に返還することとなったものである。
日本側代表は林董、清側代表は李鴻章であった。

## 内容
主な内容は、以下のとおりである。
1. 日本は清国に遼東半島を返還する。
2. 清国は1895年11月16日に、返還の代償金として日本側に銀三千万両を支払う。
3. 代償金の受け渡しの日から3ヶ月以内に、日本軍が遼東半島から撤退する。

## その後
1898年3月、ロシアは清と「旅順港・大連湾租借に関する露清条約」を結び、遼東半島に鉄道を繋げ、軍港を建設した。